# اریک دفلاندر
اریک دفلاندر (به انگلیسی: Éric Deflandre) بازیکن فوتبال اهل بلژیک و عضو تیم ملی فوتبال بلژیک است که در تاریخ ۱۴ دسامبر ۱۹۹۶ میلادی اولین بازی ملی‌اش را مقابل تیم ملی فوتبال هلند انجام داد. او در ۵۹ بازی ملی حضور داشت و جمعاً ۳۹۱۰ دقیقه برای تیم ملی فوتبال بلژیک به میدان رفت. اریک دفلاندر آخرین بازی ملی خود را در تاریخ ۱۲ اکتبر ۲۰۰۵ میلادی در برابر تیم ملی فوتبال لیتوانی انجام داد. وی در بازی‌های ملی‌اش گلی به ثمر نرساند.